# 永楽屋細辻伊兵衛商店
永楽屋細辻伊兵衛商店（えいらくやほそつじいへえしょうてん）は、元和元年（1615年）に呉服商として創業し京都市に本社を置く老舗、株式会社永楽屋の手ぬぐい専門店。
現在は京都府内に7店舗を展開。永楽屋が明治初期から昭和初期にかけて製造販売をしていた手ぬぐいを、型友禅の技法を活かし忠実に復刻している。現在は十四代細辻伊兵衛が当主で、十四代目が発表する多くの新柄手ぬぐいも発表されている。その他、アーティストとのコラボレーションや京都の老舗ブランドとのコラボレーションなども行っている。
ロゴマークは永楽屋の社内にあった手ぬぐい事業部「百いろ会」が1932年（昭和7年）に製作した手ぬぐい『私は昔「桃太郎」と云われてました』の、足元に猿と雉を配し、歌舞伎の隈取を施した桃太郎を背中に乗せた犬の柄を採用している。

## 商品
町家手拭（手ぬぐい）は糸選びから紡績・染色など、日本の高度な技術を結集。友禅染の技法を活かした染色方法で染められたものが多い。柄は、明治から昭和初期にかけて自社で製造販売していた柄を各工程で最高峰の職人や技術者達によって復刻。最近では、新柄として十四代が発表する柄も数多い。その他、ガーゼ手ぬぐい、風呂敷、ハンカチ、てはん（手ぬぐいハンカチ）、メガネ拭き、バッグ、巾着、ポーチ、ガマ口、扇子、額などを製造販売している。

## コラボレーション
- Ay-O（靉嘔）
- 蒼山日菜
- 浅葉克己
- 伊藤桂司
- 市川海老蔵（11代目）
- 井上文太
- NHKエンタープライズ（連続人形活劇 新・三銃士）
- エンライトメント
- 大杉真司
- 鍵善良房
- 上賀茂神社 賀茂競馬
- 京都国立博物館
- 木村英輝
- 佐佐木誠（HEART BEAT DRAWING SASAKI）
- 三響會
- サンリオ（ハローキティ）
- 杉浦茂（京都国際マンガミュージアム）
- スージー甘金
- 退蔵院（京都・妙心寺塔頭）
- 田名網敬一
- 玉村咏
- 俵越山
- 東京国立博物館
- 遠山由美
- 殿村栄一
- ホンマタカシ
- 宮脇賣扇庵
- 山本魁星

など
（50音順/敬称略）

## テレビ
- 『京・ごはんたべ』（KBS京都テレビ・TwellV） - タイトル背景

## 過去(現在)にイメージモデルとなった舞妓
- 槇子（祇園甲部）
- 豆ちほ（祇園甲部）
- 豆ゆり（祇園甲部）
- 豆はな（祇園甲部）
- 紗矢佳（祇園甲部）
- 真希の（祇園甲部）
- 佳つ實（祇園甲部）
- まめ春（祇園甲部）